# Vall-Llobrega
Vall-Llobrega är en ort i Spanien.   Den ligger i provinsen Província de Girona och regionen Katalonien, i den östra delen av landet, 600 km öster om huvudstaden Madrid. Vall-Llobrega ligger 45 meter över havet och antalet invånare är 651.
Terrängen runt Vall-Llobrega är kuperad åt nordväst, men åt sydost är den platt. Havet är nära Vall-Llobrega åt sydost.  Närmaste större samhälle är Palamós, 3,6 km söder om Vall-Llobrega. 